# Оливковая ветвь
1. перенаправление Оливковая ветвь (значения)